# 10914 Tucker
10914 Tucker eller 1997 YQ14 är en asteroid i huvudbältet som upptäcktes den 31 december 1997 av den italiensk-amerikanske astronomen Paul G. Comba vid Prescott-observatoriet. Den är uppkallad efter den amerikanske astronomen Roy A. Tucker.
Asteroiden har en diameter på ungefär 8 kilometer och den tillhör asteroidgruppen Themis.